# Hemieuxoa aquila
Hemieuxoa aquila är en fjärilsart som beskrevs av Márton Hreblay och Ronkay. Hemieuxoa aquila ingår i släktet Hemieuxoa och familjen nattflyn. Inga underarter finns listade i Catalogue of Life.